# 송영웅
{{음악가 정보
| 이름     = 송영웅
| 원어이름 = 
| 그림     = 송영웅 프로필사진.jpg
| 설명     = 
| 예명     = 송영웅 (haeronnamoon)
| 본명     = 
| 생일   = {{|09|13}}
| 출생지   = 
| 국적     = 
| 부모     = 
| 가족     = 
| 배우자   = 
| 장르     = POP, R&B, Hiphop
| 직업     = 싱어송라이터
| 종교     = 
| 악기     = 보컬
| 활동시기 = 2015년 ~ 현재
| 레이블   = 
| 소속사   = 
| 소속팀   = 
| 관련활동 = 
| 웹사이트 = http://instagram.com/haeronnamoon
}}
송영웅(HaeronnaMoon)은 대한민국의 싱어송라이터이다.

## 생애
한국 아티스트명은 본명인 '송영웅' 해외 Itunes 에 발매되는 이름은 'Haeronnamoon'이다. 음악을 처음 좋아하게 된 계기는 유명 힙합뮤지션 Rihanna 의 영향이 가장 컸다고 한다. 그래서 노래를 부르는 감성이나 작곡을하는데에 있어서 POP스러운 감성을 갖게되는 가장 큰 이유이기도 한다고 하였다.현재는 Troye Sivan 과 Post Malone 을 가장 좋아한다고 한다. 처음에 노래를 연습할때는 발라드를 기반으로한 노래들을 많이 연습했었으나 사실 그가 제일 먼저 접한 음악은 힙합이였다. 랩을 배우며 음악을 시작하게 되어서 일까, 시간이 지나며 락이나 R&B장르, Futurebass 같은 사운드에 매료된 그는 타고난 목소리의 톤과 감성에 있어서 많은 고민을 하며 현재의 '송영웅'만의 독보적인 캐릭터를 만들어 가고 있다. 실제로 그의 노래를 들어보면 어떤 장르를 특정한다기는 어렵다. 뻔한듯하면서 뻔하지 않은 흐름과 목소리는 점점 '송영웅'의 감성으로 완성되고 있다.

## 음반 목록

### 싱글
- "HaeronnaMoon Dream" (2015)
- "아주 작은 너의 기억도" (2016)
- "I AM YOU" (2017)
- "Again" (2020)

### 참여
- 2020 아시아나항공 국악캐럴 제작
- 2021년 김태우 유투브채널 고스타버스타 오싱어게임 1회 출연
- 2023년 JTBC 싱어게인3 무명가수전 - 찐무명조 2호가수 출연